# 博尚镇
博尚镇，是中华人民共和国云南省临沧市临翔区下辖的一个乡镇级行政单位。

## 行政区划
博尚镇下辖以下地区：
博尚村、户有村、完贤村、完海村、勐托村、碗窑村、幕布村、勐准村、弯子村、永和村、永泉村、夹山村、那戈村、小那么村、大那么村、那招村、邦别村、帮公村和坝密河村。

## 中国传统村落
2012年，大勐准委会勐准组(村)、碗窑村碗窑组被评为首批“中国传统村落”。